# Anne Rondia

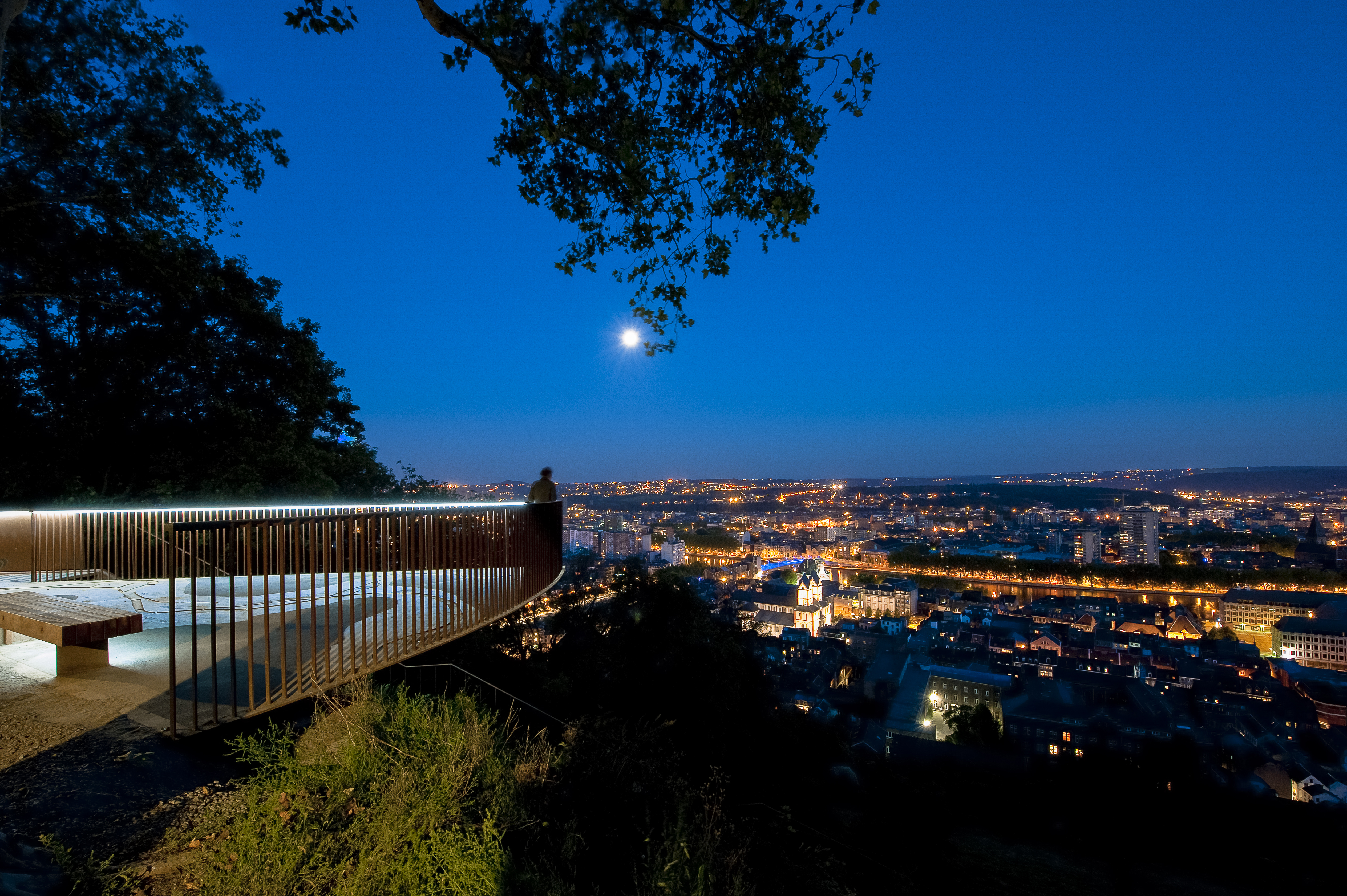
Portrait de l'architecte paysagiste Anne Rondia dans l'une de ses créations, le Belvédère du point de vue de la Citadelle à Liège. Auteure : Hélène Erpicum.

Anne Rondia, née à Saint-Servais (Namur) le 29 décembre 1952, est une architecte et paysagiste belge, liégeoise. Elle a contribué à l'aménagement de plusieurs espaces publics de Liège, de types et d’échelles variés : l'esplanade Saint-Léonard, les coteaux de la Citadelle, le parc Sainte-Agathe, le quai des Tanneurs, le jardin Wiket, la cour du cinéma Sauvenière, le parc de la Chartreuse, la Place de l’Yser, l'intégration paysagère d'infrastructures routières en milieu urbain (liaison E25-E40, etc.), etc.

## Biographie
Anne Rondia est née le 29 décembre 1952 à Saint-Servais (Namur).
De 1994 à 2017, elle a été responsable du bureau d'études du Service Gestion de l'Espace Public de la Ville de Liège.
Elle a enseigné depuis 1980 à l'Institut Supérieur d'Architecture Saint-Luc de Wallonie, de 2009 à 2013 en tant que chef de travaux à la Faculté d’Architecture de l’Université de Liège.

## Vision et philosophie
Anne Rondia élabore ses projets en travaillant à partir de l'espace, du vide plutôt que de focaliser sur l'objet construit, avec un intérêt particulier pour l'espace public, le paysage et les gens. Chaque site, chaque question posée, quelle que soit son ampleur, mérite réflexion sur les aspects fonctionnels, mais aussi sur le rapport au site, au contexte, sur les perceptions, le sens, l’histoire et la mémoire.
Selon elle, la réponse ne doit pas à chaque cas être une œuvre en soi car beaucoup de réalisations sont invisibles. Le sens des interventions ponctuelles peut apparaitre à travers leur mise en réseau ou le fait qu’elles se trouvent sur un même territoire.
Les réponses apportées sont élémentaires mais non sommaires, soignées et significatives. Elles génèrent des parcours, des espaces qualifiés par leurs proportions, par leur rapport au paysage ; des socles, des espaces libres, disponibles pour des usages et des appropriations à venir.
La démarche d'Anne Rondia entend avancer en faisant, en défrichant, avec les autres. Elle arpente le site, l'observe, l'appréhende physiquement. Elle entre en dialogue avec les intervenants du projet à toutes ses étapes (avant, pendant, après) et travaille à construire une vision commune. Selon elle, les collaborations font la richesse du travail sur l’espace public, elles en sont un moteur. Ces collaborations sont tantôt structurelles – avec les architectes, les ingénieurs, les artistes, avec les citoyens dans le cadre de processus participatifs, avec les services communaux et particulièrement avec les services chargés de la gestion à court et à long terme – tantôt conjoncturelles – se construisant selon les rencontres et opportunités, avec les citoyens, les riverains, les écoles, les artistes.
Considérant l'espace urbain, elle observe le phénomène d'entropie qui tend à voir occuper ou se remplir le vide. Au niveau conceptuel, la « peur du vide » amène à considérer les espaces comme des emplacements vacants et non comme des espaces libres appropriables ou simplement comme des respirations, des « silences ». D'un point de vue opérationnel, les logiques parallèles des différents gestionnaires génèrent une suroccupation de l’espace public par de plus en plus de réseaux et d’équipements et une segmentation de la gestion, voire une privatisation, d'où l'importance d'aborder cette complexité au moment de la conception et de faire lien entre aménageurs et gestionnaires de l'espace public.

## Réalisations
Ci-après se trouvent quelques réalisations notoires d'Anne Rondia : 
- Coteaux de la Citadelle à Liège (1996-2010)[4],[5] ;
- Belvédère du point de vue de la Citadelle à Liège (2008-2010)[4],[6] ;
- Parc Sainte-Agathe à Liège (2015) ;
- Parc de la Chartreuse à Liège (2017) ;
- Place de l’Yser à Liège ;

Par ailleurs une partie significative de son travail consiste en des projets de très petites échelles, atypiques voire invisibles, qui concernent des espaces interstitiels ou impensés dans les travaux d'infrastructure (parterres, plantations, assises, écriteaux, détails esthétiques, etc.) mais en faire l'inventaire donnerait lieu à une liste trop longue.

## Prix et Distinctions
- Le projet du Parc de la Chartreuse à Liège a reçu en 2017 le Prix de l’architecture et de l'urbanisme de la Ville de Liège, Mention dans la catégorie projets publics et Mention accessibilité.
- Le projet des Coteaux de la Citadelle a reçu en 2016 le Prix du Paysage en Belgique, édition 2016 du Prix du Paysage (Wallonie) et a représenté la Belgique pour le prix européen du paysage 2016-2017 où il a été distingué par une mention spéciale pour la participation du public[7],[8].
- Le parc Sainte-Agathe a reçu en 2015 le Prix de l'urbanisme de la Ville de Liège dans la catégorie « projets publics »[9].
- Le projet du belvédère du point de vue de la Citadelle (Liège) a été nommé pour la Journée de l’Architecture 2013, organisée le 20 octobre 2013, coordonnée par le CIVA (Bruxelles), sur le thème « L’architecture publique vous concerne »[10].

## Publications
- Dawance S., Rondia A. & Ruelle C. (2018). « Ville co-produite. L’initiative citoyenne comme moteur de la fabrique urbaine » In P. Fontaine, E. Dumont, R. Brahy & C. Ruelle (Eds.), Regards sur la ville. Echanges et réflexions à partir de Liège. Presses Universitaires de Liège[11].
- Finné M., Patris O., Fédun M. & Pitrisier O. (2018). Guide du rond-point. La collection Pharaon, Les éditions de la province de Liège, Diagonale Market asbl, p. 4-5, 57-67.
- Rondia A. (2017). Aménagement du parc Sainte Agathe. Revue Architrave, n°193, Septembre 2017, p. 34-36.
- Rondia A. (2016). Projet 062 Aménagement du parc Sainte Agathe à Liège. Architectures, Wallonie-Bruxelles, Inventaires #3 2013-2016, Communauté française Wallonie-Bruxelles, Cellule architecture.
- Rondia A. (2015). Le parc Sainte Agathe à Liège. Un ancien jardin clos fait lien entre deux quartiers. Cahier Espace public n°16, octobre novembre décembre 2015, Maison de l’urbanité-Infopunt Publieke ruimte.
- South Yorkshire Forest Partnership/Sheffield city council. (2015). Final report of the International project ‘Valuing Attractive Landscapes in the Urban Economy’ (VALUE+). Participation de la Ville de Liège et de l’ULiège pour le projet "Parc de la Chartreuse" dans le cadre du programme ERDF Interreg IVb NWE[12].
- Rondia A. (2012). Le belvédère du point de vue de la Citadelle à Liège. Revue Architrave, n°171, Février 2012, p. 24-26.
- Dawance S. (2010). Équipement public et cohésion sociale, Projet 050 Belvédère du point de vue de la Citadelle à Liège. Architectures, Wallonie-Bruxelles, Inventaires #0 2005-2010, Communauté française Wallonie-Bruxelles, Cellule architecture, 2010[6].
- Rondia A. (2006). Les coteaux de la Citadelle à Liège, 1986-2006, de l’enclos au réseau. Les cahiers de l’urbanisme n°58, Mars 2006, Ministère de la Région wallonne.
- Destinay P., Plumier N., Remon R., Rondia A. & Wirtgen C. (1998). Les Coteaux de la Citadelle (Ministère de la région wallonne, Direction générale de l’aménagement du territoire, du logement et du patrimoine, Division des monuments, sites et fouilles).

## Communications
- Rondia A. (2017). Aménagement d’espaces publics à Liège, de la conception à la gestion. Colloque CPDT, « Attractivité et projets de développement territorial-Agir sur la qualité des espaces publics », Mons, 11 décembre 2017[13],[3].
- Genicot Th., Les Coteaux de la Citadelle à Liège, Emission de radio RTBF La Première « Par Ouï-dire », Production Cellule architecture CFWB-Service général de la Création artistique, RTBF, diffusion le 6 janvier 2017[14].
- Blancbec, Soufflet L., Rondia A. (2015). Regards croisés « Street Art-Street Design-Façonner l’espace urbain » conférence, organisation Jobin-design, Centre culturel des Chiroux, Liège, le 17 décembre 2015[2].